# Elena Carnevali
Elena Carnevali (Bergamo, 30 agosto 1964) è una politica italiana, deputata alla Camera dal 15 marzo 2013 al 12 ottobre 2022 per il Partito Democratico, sindaca di Bergamo dall'11 giugno 2024.

## Biografia
Nata a Bergamo, ma cresciuta a Ciserano (Bergamo), consegue il diploma di maturità all'Istituto tecnico "Sant'Angela Merici" di Bergamo nel 1983, il diploma di fisioterapista nel 1986 e la laurea in fisioterapia all'Università degli Studi di Verona nel 2010.
Ha lavorato per anni come terapista della riabilitazione in case di riposo a Calusco d'Adda (Bergamo), in via Gleno a Bergamo ed infine presso l'Azienda Ospedaliera Papa Giovanni XXIII di Bergamo. Gli anni della formazione sono stati anche quelli dell'impegno nel volontariato con l'Associazione Disabili Bergamaschi.

### Consigliera comunale di Bergamo
Alle elezioni amministrative del 1999 si candida al consiglio comunale di Bergamo, tra le liste dei Democratici di Sinistra (DS) a sostegno del sindaco uscente di centro-sinistra Guido Vicentini, venendo eletta consigliera comunale all'opposizione dell'amministrazione del forzista Cesare Veneziani, dov'è stata capogruppo dei DS nella commissione Bilancio.
Nel 2001 diventa segretaria cittadina dei Democratici di Sinistra a Bergamo, carica che ricopre fino al 2004.
Alle successive amministrative del 2004 viene rieletta consigliera comunale di Bergamo e, con la vittoria del centro-sinistra e l'elezione del socialdemocratico Roberto Bruni a sindaco, viene nominata assessora alle politiche sociali, migrazione e cooperazione internazionale della sua giunta comunale.
Nel 2007 aderisce alla confluenza dei DS nel Partito Democratico (PD), con cui alle amministrative del 2009 viene nuovamente eletta al consiglio comunale di Bergamo e ne diventa capogruppo. Durante questo mandato fa parte del direttivo ANCI in Lombardia, è vicepresidente del dipartimento Istruzione fino alla metà 2012 e impegnata nel dipartimento Welfare.

### Deputata alla Camera

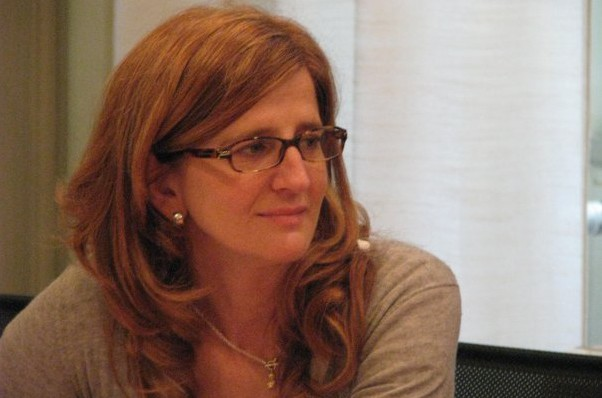
Elena Carnevali nel 2014.

Nel dicembre 2012 partecipa alle elezioni primarie "Parlamentarie” del PD per scegliere i candidati al Parlamento alla imminenti elezioni politiche, risultando con oltre 6.000 preferenze la più votata a Bergamo e superando il deputato uscente Giovanni Sanga e il renziano Giorgio Gori, venendo candidata alla Camera dei deputati, tra le liste del PD nella circoscrizione Lombardia 2 in quarta posizione, venendo eletta deputata. Nella XVII legislatura della Repubblica ha fatto parte della 12ª Commissione Affari sociali e della Commissione parlamentare d'inchiesta sul sistema di accoglienza e condizione dei migranti, in quest'ultima è stata capogruppo per il Partito Democratico, oltre ad occuparsi della legge "Dopo di noi" (112/2016).
Alle elezioni politiche del 2018 viene ricandidata alla Camera, tra le liste del PD nel collegio plurinominale Lombardia 3 - 02, venendo rieletta a Montecitorio. Nel corso della XVIII legislatura è stata componente e capogruppo per il PD nella 12ª Commissione Affari sociali, oltre a ricoprire l'incarico di segretaria nel gruppo parlamentare del PD alla Camera.
Alle elezioni primarie del PD del 2023 sostiene la mozione di Stefano Bonaccini, presidente della Regione Emilia-Romagna dal 22 dicembre 2014, che risulta perdente venendo sconfitto dalla deputata del PD Elly Schlein.

### Sindaca di Bergamo
In vista delle elezioni amministrative del 2024 viene candidata dal Partito Democratico come sindaca di Bergamo, venendo appoggiata dalle liste Futura (Europa Verde e Sinistra Italiana), Gori per Carnevali, Elena Carnevali Sindaca, Bergamo Europea (+Europa e Italia Viva), e Bergamo Insieme, e vince al primo turno con il 54,95% dei voti contro il candidato del centro-destra Andrea Pezzotta, diventando così la prima donna a ricoprire la carica di sindaco della città di Bergamo.

## Vita privata
Dal 1991 vive a Bergamo con il marito Guido e due figli.